# Ungarische Badmintonmeisterschaft 2011
Die Ungarische Badmintonmeisterschaft 2011 fand am 30. April und 1. Mai 2011 in Debrecen statt.

## Sieger und Platzierte
| Disziplin    | Gold                       | Silber                                | Bronze                             |
| ------------ | -------------------------- | ------------------------------------- | ---------------------------------- |
| Herreneinzel | Henrik Tóth                | András Németh                         | Gergely Krausz                     |
| Herreneinzel | Henrik Tóth                | András Németh                         | Balázs Boros                       |
| Dameneinzel  | Orsolya Varga              | Daniella Gonda                        | Krisztina Ádám                     |
| Dameneinzel  | Orsolya Varga              | Daniella Gonda                        | Zita Bánhegyi                      |
| Herrendoppel | Henrik Tóth András Németh  | Kristóf Horváth András Sinka          | Dániel Tóth Péter Letsch           |
| Herrendoppel | Henrik Tóth András Németh  | Kristóf Horváth András Sinka          | Norbert Megyesi János Márk Megyesi |
| Damendoppel  | Sára Fekete Zsófia Horváth | Csilla Gondáné Fórián Daniella Gonda  | Orsolya Varga Sarolta Varga        |
| Damendoppel  | Sára Fekete Zsófia Horváth | Csilla Gondáné Fórián Daniella Gonda  | Melinda Keszthelyi Krisztina Ádám  |
| Mixed        | Ákos Varga Orsolya Varga   | Levente Csiszér Csilla Gondáné Fórián | András Sinka Melinda Keszthelyi    |
| Mixed        | Ákos Varga Orsolya Varga   | Levente Csiszér Csilla Gondáné Fórián | Csaba Szikra Krisztina Ádám        |